# Ministre-président de Brandebourg
Le ministre-président de Brandebourg (en allemand : Ministerpräsident von Brandenburg) est le chef du gouvernement du Land de Brandebourg.

## Historique des titulaires
| Nom                               | Nom               | Parti | Dates                                                           | Cabinets    | Majorité             | Coalition      |
| --------------------------------- | ----------------- | ----- | --------------------------------------------------------------- | ----------- | -------------------- | -------------- |
| Administration militaire puis RDA |                   |       |                                                                 |             |                      |                |
|                                   | Karl Steinhoff    | SED   | 20 décembre 1946 – 5 décembre 1949 (2 ans, 11 mois et 15 jours) | Steinhoff I | Pas d'élection       | SPD-KPD-CDU    |
| Steinhoff II                      | Karl Steinhoff    | SED   | 20 décembre 1946 – 5 décembre 1949 (2 ans, 11 mois et 15 jours) | 95 / 100    | SED-CDU-LDP          |                |
|                                   | Rudolf Jahn (de)  | SED   | 5 décembre 1949 – 23 juillet 1952 (2 ans, 7 mois et 18 jours)   | 95 / 100    | SED-CDU-LDP          | Jahn I         |
| Jahn II                           | Rudolf Jahn (de)  | SED   | 5 décembre 1949 – 23 juillet 1952 (2 ans, 7 mois et 18 jours)   | 56 / 100    | SED-CDU-LDP-NDPD-DBD |                |
| Allemagne réunifiée               |                   |       |                                                                 |             |                      |                |
|                                   | Manfred Stolpe    | SPD   | 1er novembre 1990 – 25 juin 2002 (11 ans, 7 mois et 24 jours)   | Stolpe I    | 48 / 88              | SPD-FDP-Grünen |
| Stolpe II                         | Manfred Stolpe    | SPD   | 1er novembre 1990 – 25 juin 2002 (11 ans, 7 mois et 24 jours)   | 52 / 88     | SPD                  |                |
| Stolpe III                        | Manfred Stolpe    | SPD   | 1er novembre 1990 – 25 juin 2002 (11 ans, 7 mois et 24 jours)   | 62 / 89     | SPD-CDU              |                |
|                                   | Matthias Platzeck | SPD   | 25 juin 2002 – 28 août 2013 (11 ans, 2 mois et 3 jours)         | 62 / 89     | SPD-CDU              | Platzeck I     |
| Platzeck II                       | Matthias Platzeck | SPD   | 25 juin 2002 – 28 août 2013 (11 ans, 2 mois et 3 jours)         | 53 / 88     | SPD-CDU              |                |
| Platzeck III                      | Matthias Platzeck | SPD   | 25 juin 2002 – 28 août 2013 (11 ans, 2 mois et 3 jours)         | 57 / 88     | SPD-Linke            |                |
|                                   | Dietmar Woidke    | SPD   | Depuis le 28 août 2013 (11 ans, 6 mois et 13 jours)             | 57 / 88     | SPD-Linke            | Woidke I       |
| Woidke II                         | Dietmar Woidke    | SPD   | Depuis le 28 août 2013 (11 ans, 6 mois et 13 jours)             | 47 / 88     | SPD-Linke            |                |
| Woidke III                        | Dietmar Woidke    | SPD   | Depuis le 28 août 2013 (11 ans, 6 mois et 13 jours)             | 50 / 88     | SPD-CDU-Grünen       |                |
| Woidke IV                         | Dietmar Woidke    | SPD   | Depuis le 28 août 2013 (11 ans, 6 mois et 13 jours)             | 46 / 88     | SPD-BSW              |                |